# دانيلا برنس
دانيلا برنس (بالإنجليزية: Danielle Prince) هي لاعبة جمباز إيقاعي أسترالية، ولدت في 12 يونيو 1992 في بريزبان في أستراليا.

## وصلات خارجية
- دانيلا برنس على موقع الاتحاد الدولي للجمباز (licence) (الإنجليزية)
- دانيلا برنس على موقع الاتحاد الدولي للجمباز (biography) (الإنجليزية)
- دانيلا برنس على موقع اللجنة الأولمبية الدولية (الإنجليزية)
- دانيلا برنس على موقع أوليمبيديا (الإنجليزية)
- دانيلا برنس على موقع اللجنة الأولمبية الأسترالية (الإنجليزية)
- دانيلا برنس على موقع اتحاد ألعاب الكومنولث (مؤرشف) (الإنجليزية)
- دانيلا برنس على موقع اتحاد ألعاب الكومنولث (مؤرشف) (الإنجليزية)